# Sinekli, Silivri
Sinekli là một xã thuộc huyện Silivri, tỉnh Istanbul, Thổ Nhĩ Kỳ. Dân số thời điểm năm 2010 là 321 người.